# الساعة الخامسة والعشرون (رواية)
الساعة الخامسة والعشرون رواية (بالإنجليزية:The 25th Hour) للكاتب الروماني قسطنطين فيرجيل جورجــــيو صدرت عام 1949. بعنوان مثير تم اقتباسه في العديد من البرامج الاخبارية، ترمز الرواية بقصتها إلى الخوف والوداع، وتتحدث برمزية عن قصة ذلك المواطن الروماني البسيط أيوهان موريتز وحلمه البسيط في أن يسافر إلى أميركا ويعمل فيها ليجمع فيها مايكفيه لشراء قطعة أرض ويبنيها ثم يتزوج من محبوبته سوزانا ويعيشان في سلام بقرية فانتانا الرومانية. كان على أيوهان أن يعمل وقادا على ظهر الباخرة المسافرة إلى أميركا لأنه لا يملك أجرة السفر.
قال غابريل مارسيل في تقديمه للرواية: «اغتبط بالتفكير في أن هذه الرواية البديعة، هذه الرواية المخيفة، ستظهر أول ما تظهر في فرنسا وباللغة الفرنسية. إنني لا أشك في أن ترجمات أخرى ستعقبها وإلا لكان في ذلك مدعاة للأسف».

## الترجمة
تتألف الرواية من 570 صفحة من القطع الكبير ترجمت إلى أكثر اللغات الحية، وطبعت في فرنسا وحدها أكثر من 50 مرة ما بين 1949 و 1965.